# Iván Enderica Ochoa
Iván Alejandro Enderica Ochoa, född 28 oktober 1991, är en ecuadoriansk simmare.
Enderica Ochoa tävlade för Ecuador vid olympiska sommarspelen 2012 i London, där han slutade på 21:a plats på 10 km öppet vatten. Vid olympiska sommarspelen 2016 i Rio de Janeiro slutade Enderica Ochoa på 16:e plats på 10 km öppet vatten.